# 華盛頓鎮區 (密歇根州馬科姆縣)
華盛頓鎮區（英語：Washington Township）是位於美國密歇根州馬科姆縣的一個特設鎮區。

## 地方資料
華盛頓鎮區的面積為95.00平方千米，當中陸地面積為91.90平方千米，而水域面積為3.10平方千米。根據2020年美國人口普查的數據，當地共有人口28165人，而人口密度為每平方千米296.47人。